# نوتسارا تومكوم
نوتسارا تومكوم (مواليد 7 يوليو 1985) هي لاعبة كرة طائرة تايلاندية، أختيرت لتشكيلة منتخب تايلاند 39 مرة.

## روابط خارجية
- نوتسارا تومكوم على موقع الاتحاد الأوروبي (الإنجليزية)
- نوتسارا تومكوم على موقع عالم الكرة الطائرة (الإنجليزية)